# Actinocymbe
Actinocymbe är ett släkte av svampar. Actinocymbe ingår i familjen Chaetothyriaceae, ordningen Chaetothyriales, klassen Eurotiomycetes, divisionen sporsäcksvampar och riket svampar.
|             | Phaeosaccardinula                             |
|             |                                               |
|             | Yatesula                                      |
|             |                                               |
|             | Biciliopsis                                   |
|             |                                               |
|             | Chaetothyrium                                 |
|             |                                               |
|             | Euceramia                                     |
|             |                                               |
|             | Cyphellophora                                 |
|             |                                               |
|             | Ceramothyrium                                 |
|             |                                               |
|             | Kazulia                                       |
|             |                                               |
|             | Merismella                                    |
|             |                                               |
|             | Microcallis                                   |
|             |                                               |
|             | Treubiomyces                                  |
|             |                                               |
| Actinocymbe | \| \| Actinocymbe separato-setosa \| \| \| \| |
|             | \| \| Actinocymbe separato-setosa \| \| \| \| |
|             | Actinocymbe separato-setosa                   |
|             |                                               |

|  | Actinocymbe separato-setosa |
|  |                             |